# Matalajärvi (sjö i Finland, Lappland, lat 66,50, long 24,97)
Matalajärvi är en sjö i Finland. Den ligger i kommunen Övertorneå i landskapet Lappland, i den norra delen av landet, 700 km norr om huvudstaden Helsingfors. Matalajärvi ligger 174 meter över havet. Arean är 2,25 kvadratkilometer och strandlinjen är 6,61 kilometer lång. Sjön  ingår i Torne älvs huvudavrinningsområde. 